# Antónis Stergiákis
Antónios « Antónis » Stergiákis (grec moderne : Αντώνιος «Αντώνης» Στεργιάκης) ou Steryiákis, né le 16 mars 1999 à Thessalonique en Grèce, est un footballeur grec qui évolue au poste de gardien de but au Panetolikós FC.

## Biographie

### En club
Natif de Thessalonique en Grèce, Antónis Stergiákis est formé par l'un des clubs de sa ville natale, l'Aris Salonique. Mais il ne joue pas en équipe première avec ce club et rejoint en janvier 2015 le Thyella Filotas (en). 
Le 10 juillet 2015, alors qu'il est convoité par plusieurs clubs il s'engage avec le Slavia Sofia, en Bulgarie. Il joue son premier match avec l'équipe première le 21 août 2016, lors d'un match de championnat bulgare face au Levski Sofia. Il entre en jeu alors que son équipe s'incline par quatre buts à un.
En 2017 il est nommé dans la liste des 98 joueurs pour le prix du Golden Boy. Il est le seul joueur grec de la liste avec Lázaros Lámprou.
Il est régulièrement titularisé dans le but du Slavia Sofia lors de la saison 2017-2018.
Le 6 octobre 2020, il rejoint Blackburn Rovers.
Laissé libre à l'été 2022 par les Blackburn Rovers, où il n'aura joué aucun match avec l'équipe première, Antónis Stergiákis retourne dans son pays natal afin de s'engager en faveur du Panetolikós FC pour un contrat de trois ans. Le transfert est annoncé dès le 26 mai 2022.

### En sélection nationale
Antónis Stergiákis représente l'équipe de Grèce des moins de 19 ans, jouant au total quatre matchs avec cette sélection entre 2017 et 2018.
Le 26 mars 2019, Antónis Stergiákis fête sa première sélection avec l'équipe de Grèce espoirs lors d'un match amical contre le Monténégro. Il est titulaire lors de cette partie qui se solde par un match nul (1-1).